# Ernst Otto Fischer
Ernst Otto Fischer (Solln, ma München 19. városrészében, 1918. november 10. – München, 2007. július 13.) német kémikus. 1973-ban kémiai Nobel-díjjal tüntették ki, Geoffrey Wilkinsonnal megosztva, „a fémorganikus vegyületek kémiájának területén végzett munkájukért”.

## Életrajza
Édesapja Karl Tobias Fischer fizikus, a Müncheni Műszaki Egyetem professzora. Édesanyja Valentine, leánykori családnevén Danzer. Harmadik gyermekként született a családba. Az általános iskola 4 évének elvégzése után 1929-ben gimnáziumba ment tanulni, ahol 1937-ben végzett. Az ezt követő munkaszolgálat időszakát követően és nem sokkal a kétéves kötelező katonai szolgálatának vége előtt kitört a második világháború. Lengyelországban, Franciaországban és Oroszországban szolgált. 1941–1942 telén tanulmányi szabadság alatt a Müncheni Műszaki Egyetemen elkezdett a kémia szakon tanulni. A háború befejezése után, 1945 őszén az amerikaiak szabadon engedték, és folytatta tanulmányait az 1946-ban újranyíló Müncheni Műszaki Egyetemen.

## Művei (válogatás)
- E. O. Fischer, W. Pfab: Cyclopentadien-Metallkomplexe, ein neuer Typ metallorganischer Verbindungen. In: Zeitschrift für Naturforschung B. 7, 1952, S. 377–379 (PDF) (németül).
- E. O. Fischer, W. Hafner: Di-benzol-chrom. Über Aromatenkomplexe von Metallen I. In: Zeitschrift für Naturforschung B. 10, 1955, S. 665–668 (PDF) (németül).
- Ernst Otto Fischer: On the Road to Carbene and Carbyne Complexes. Nobelprice.org. (Hozzáférés: 2022. június 4.)
- Ernst Otto Fischer, Helmut Werner: Metall-π-Komplexe mit di- und oligoolefinischen Liganden. Verlag Chemie, Weinheim 1963, 451277872 dokumentumai a Német Nemzeti Könyvtár (DNB) állományában.
- Ernst Otto Fischer, A. Maasböl: Zur Frage eines Wolfram-Carbonyl-Carben-Komplexes. In: Angewandte Chemie. Band 76, 1964, S. 645.
- Ernst Otto Fischer, Gerhard Kreis, Cornelius G. Kreiter, Jörn Müller, Gottfried Huttner, Hans Lorenz: trans-Halogeno-alkyl(aryl)carbin-tetracarbonyl-Komplexe von Chrom, Molybdän und Wolfram–Ein neuer Verbindungstyp mit Übergangsmetall-Kohlenstoff-Dreifachbindung. In: Angew. Chemie. Band 85, 1973, S. 618–620.